# Кёльнская ратуша
Кёльнская ратуша (нем. Kölner Rathaus) —здание городского управления города Кёльн (Германия, федеральная земля Северный Рейн — Вестфалия). Ратуша находится между площадями Rathausplatz (Ратушная площадь) и Alter Markt (Старый Рынок) в северной части старого города (Альтштадт-Норд (Кёльн)) в 300 метрах от Кёльнского собора.

## История и архитектура

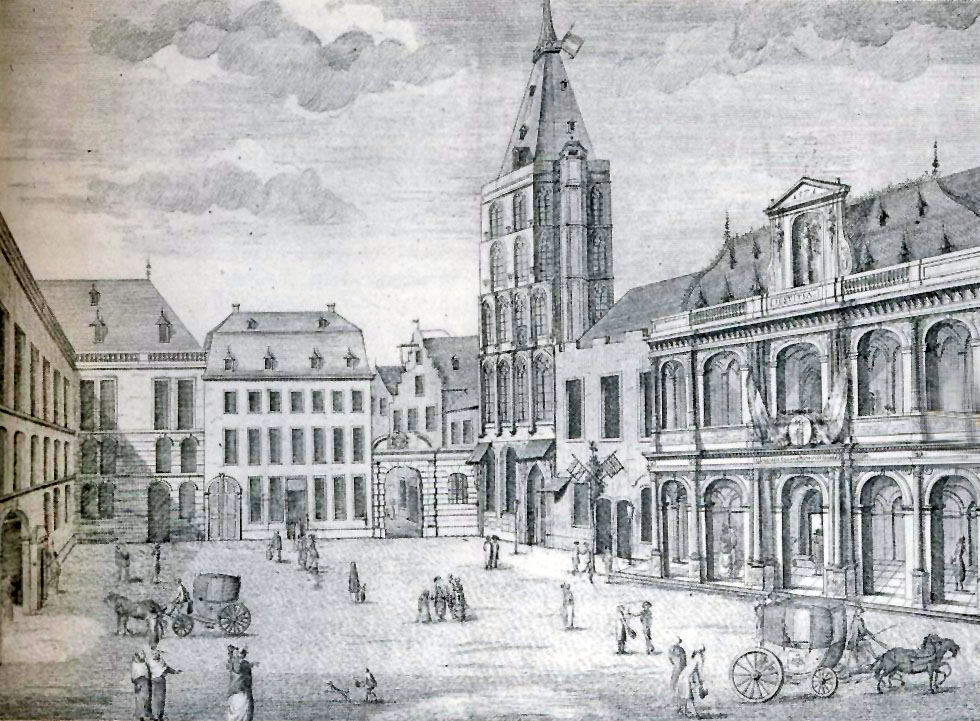
Кёльнская ратуша в 1798 году

Самая старая из сохранившихся частей ратуши была построена около 1330 года. В документе, датированном этим годом, говорится о том, что магистрат (городской совет) испрашивает разрешения у хозяина соседского дома Ансельма фон Оснабрюка на примыкание строящейся ратуши к его дому. Также известно, что в 1349 году состоялись погромы в близлежащем еврейском квартале, в ходе которых было частично разрушено и здание ратуши.
19 ноября 1367 года в зале ратуши Langer Saal (Длинный зал) состоялась встреча представителей ганзейских городов с целью формирования конфедерации против датского короля Вальдемара IV Аттердага. После этой встречи зал будет переименован в Hansasaal (Ганзейский зал).
В 1406 году на пятый день после дня Успения Девы Марии (то есть 19 августа) городской совет постановил построить ратушную башню. Ответственным за строительство был назначен городской казначей, будущий бургомистр Кёльна Роланд фон Одендорп. Башня в стиле поздней готики была построена на протяжении 1407—1414 годов. Башня, имеющая высоту 61 метр, архитектурно близка к беффруа и подобно последним имела на верхнем этаже дозорный пункт пожарной охраны. Башня стала символом городской власти Кёльна.

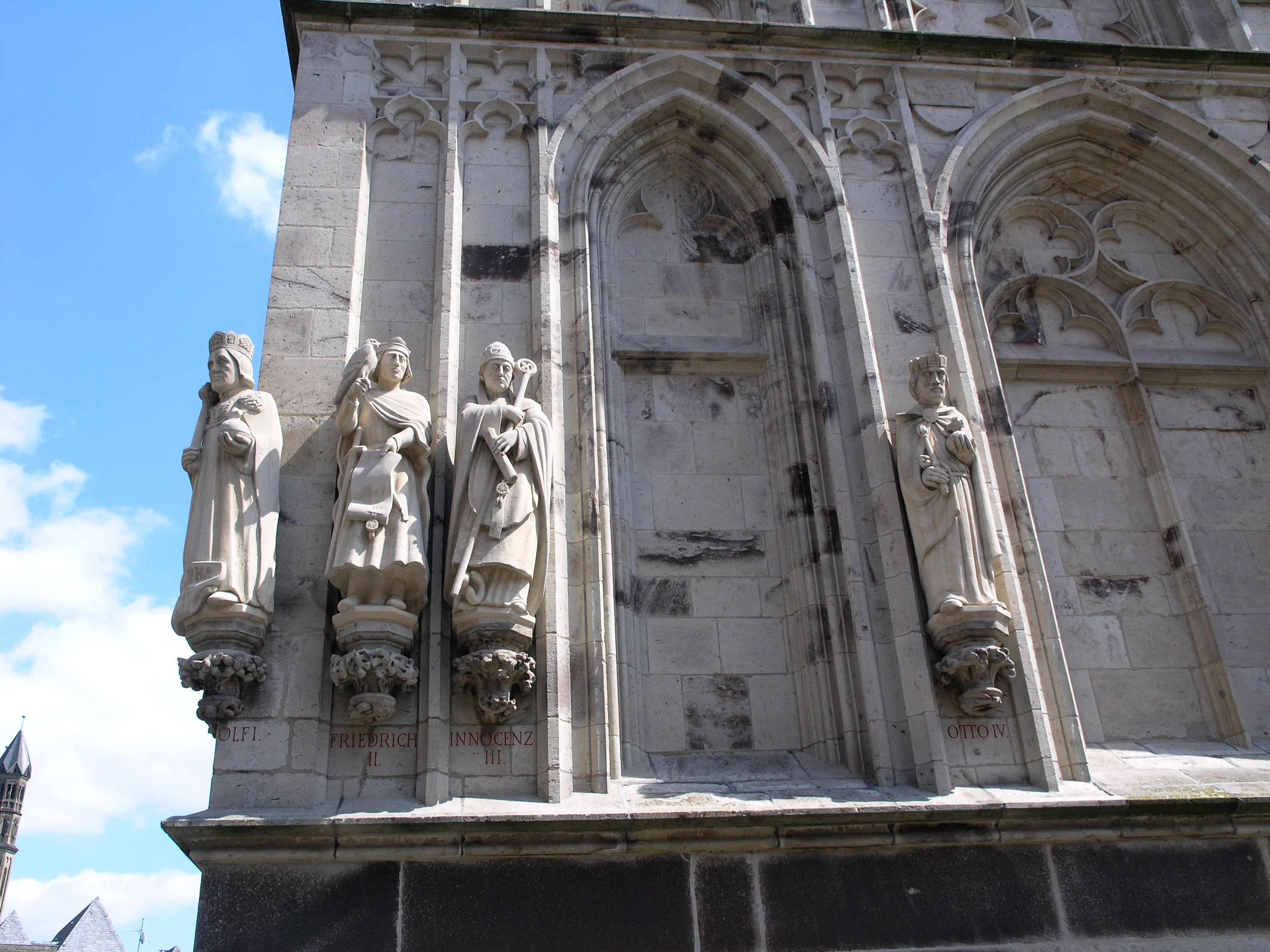
Фигуры на башне

Украшена башня была декоративными фигурами из песчаника, которые под воздействием выветривания за несколько столетий полностью разрушились. В 1800 году скульптуры были заменены новыми, но уже в начале XX века 80 фигур были заменены вновь. В годы второй мировой войны фигуры были снова утрачены и между 1988 и 1995 годами было установлено 124 новых скульптуры.
Размещены фигуры на башне следующим образом:
- Первый этаж — императоры, короли, папы римские
- Второй этаж — знаменитые жители Кёльна (VIII — XVII века)
- Третий этаж — знаменитые жители Кёльна (XVII — XIX века)
- Четвёртый этаж — знаменитые жители Кёльна (XIX — XX века)
- Пятый этаж — святые и покровители Кёльна

В 1958 году на башне был установлен карильон из 45 бронзовых колоколов общим весом 14 тонн, которые ежедневно в 9:00, 12:00, 15:00 и 18:00 исполняют одну из 24 запрограммированных мелодий. В 12:00 исполняется композиция «12 знаков зодиака», написанная Карлхайнцем Штокхаузеном в 1975 году.

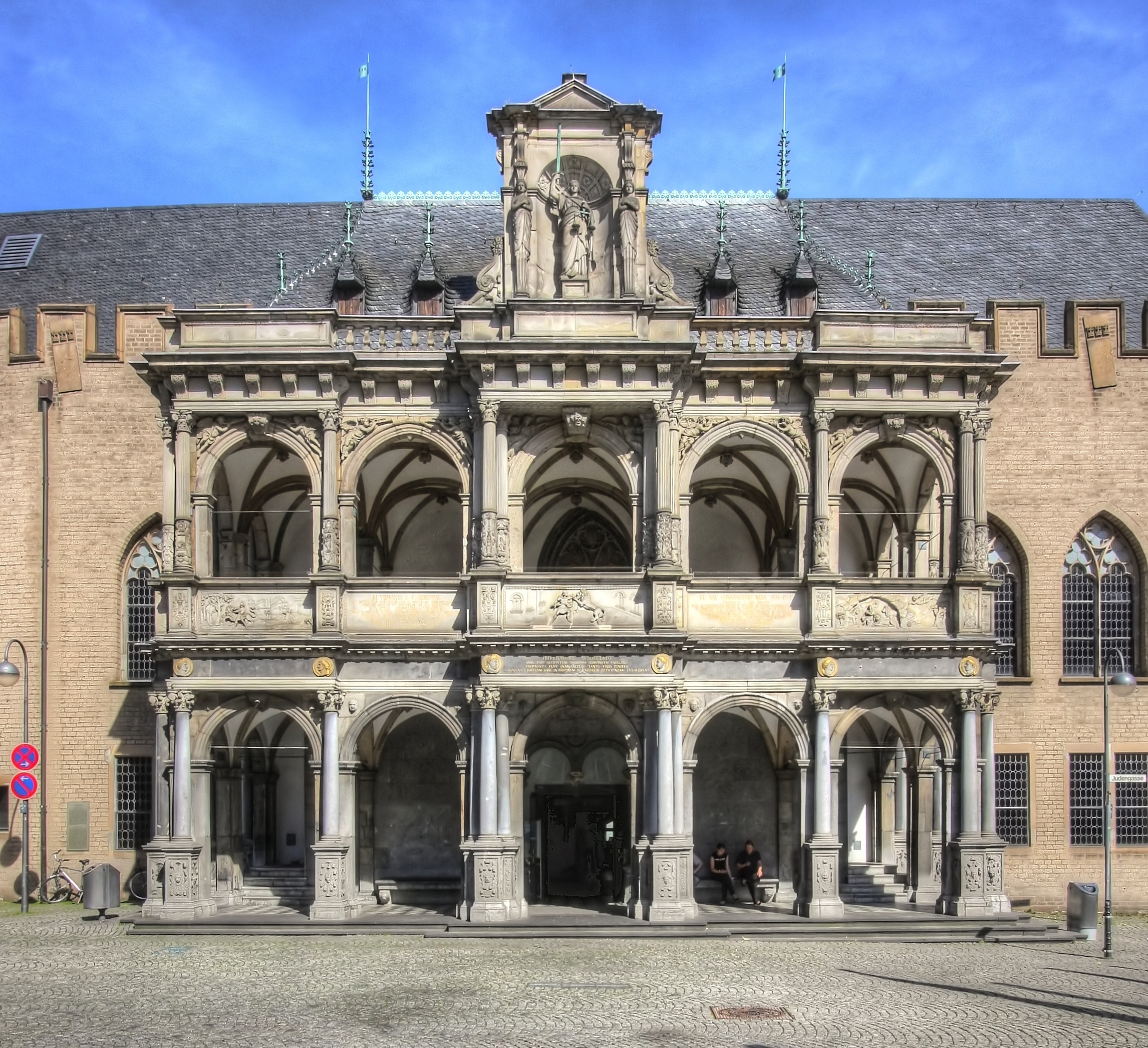
Барочный парадный вход

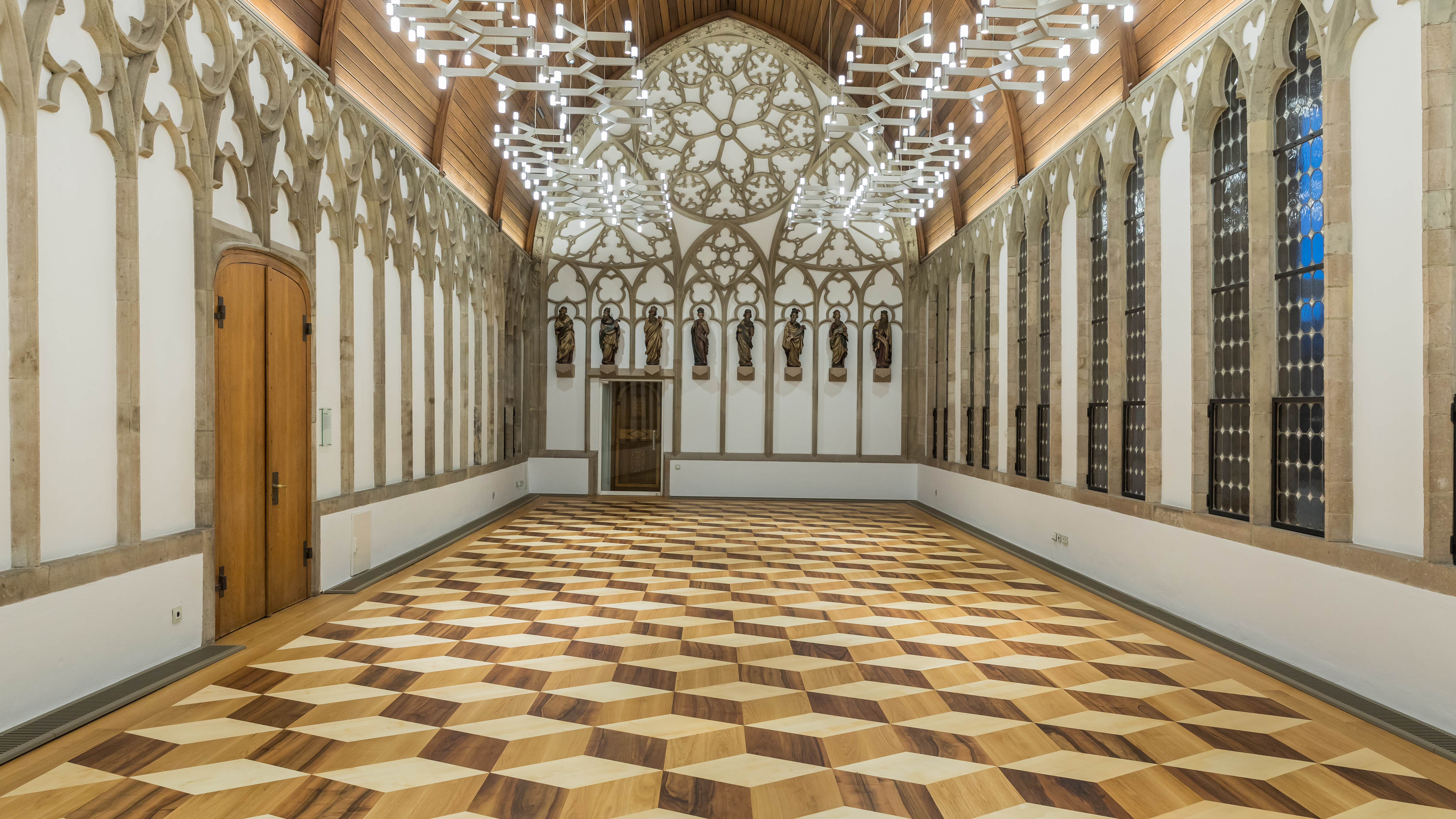
Ганзейский зал

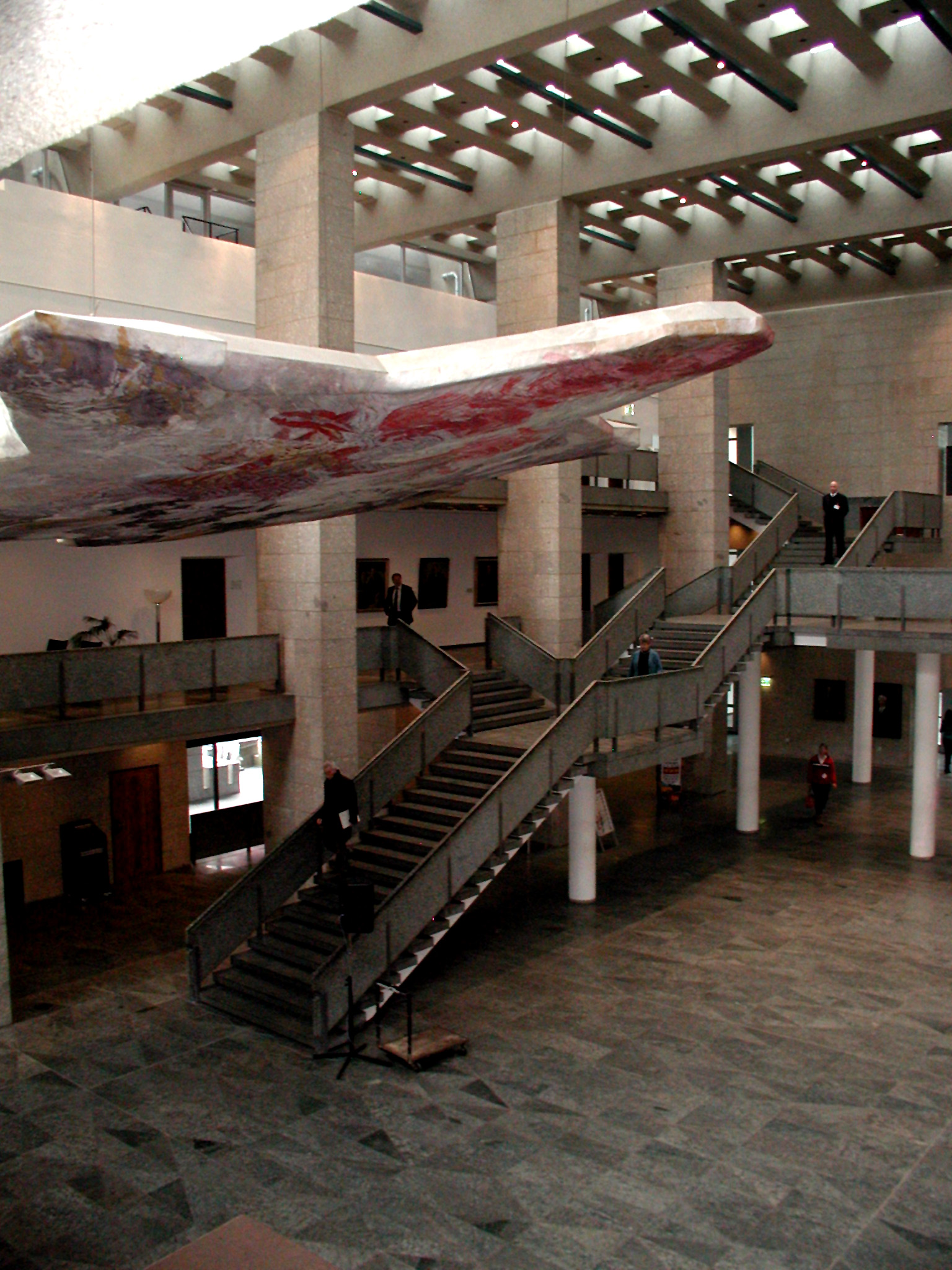
Интерьер холла ратуши — «Парящий балдахин» работы Ханна Трира

Ещё в 1404 году городской совет принял решение о сооружении нового парадного входа, но построен новый портал был только в 1569—1573 годах в барочном стиле. Двухэтажный портал шириной 15 м был сооружён по проекту архитектора Вильгельма Вернуккена ( (нем.)) из Калькара. На строительство парадного портала городской совет выделил 110 000 золотых гульденов. После разрушения в годы второй мировой войны портал был восстановлен в точном соответствии с оригиналом.
Парадный вход ведёт в обширное фойе, имеющее 30 м в длину, 7,60 м — в ширину и 3,30 м — в высоту. В фойе установлено копия «Алтаря покровителей города» работы Штефана Лохнера.
C началом оккупации Кёльна французской революционной армией в 1794 году власть городского совета была отменена и вплоть до 1811 года ратуша принадлежит французскому государству. Деятельность городского совета была возобновлена в 1815 году после Венского конгресса.
В 1863 году начинается реконструкция здания ратуши под руководством городского архитектора Юлиуса Карла Рашдорфа. Рашдорф выполнял работы, опираясь исключительно на собственные взгляды, мало заботясь о соблюдении исторической достоверности. В годы второй мировой войны во время 262 бомбардировок Кёльна британской авиацией здание ратуши было сильно разрушено. В послевоенные годы здание восстанавливалось максимально близко к оригиналу, при этом перестройки Рашдорфа были ликвидированы.